# Elisha Graves Otis

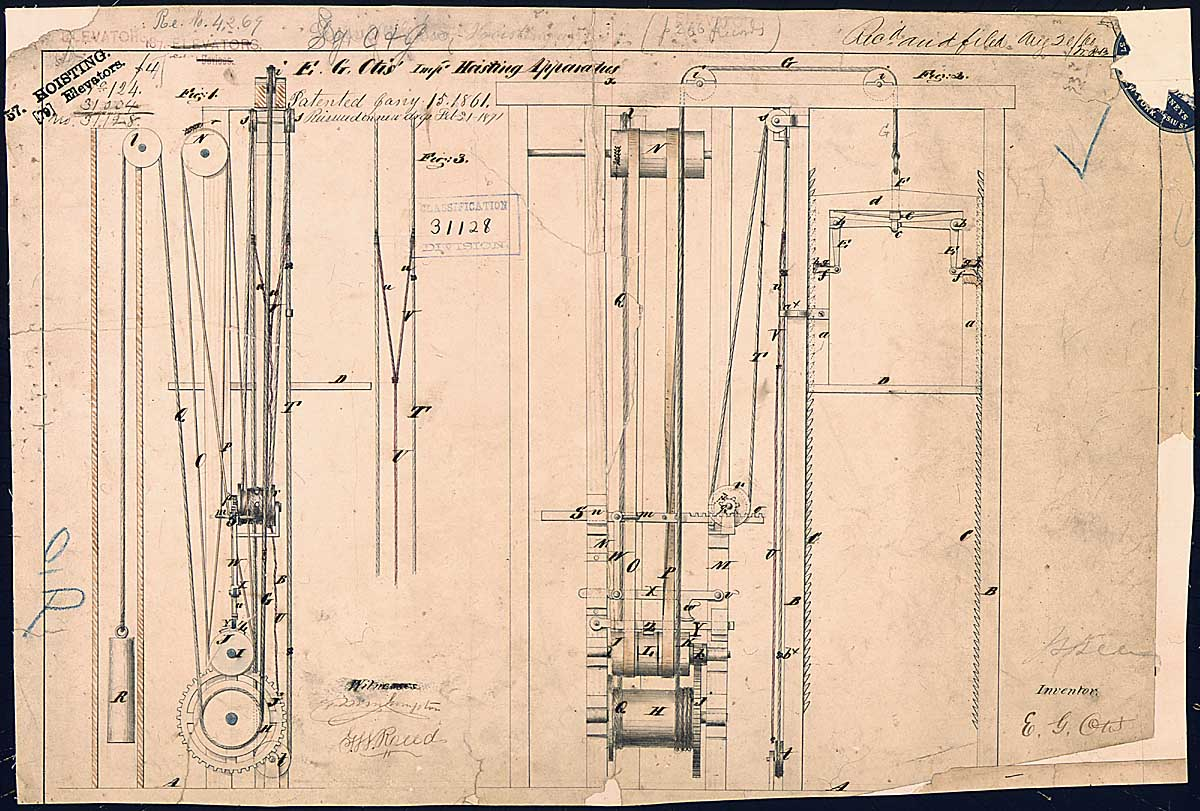
Palès d'Otis

Elisha Graves Otis (3 d'agost de 1811 - 8 d'abril de 1861), va ser un inventor estatunidenc d'un dispositiu de seguretat per a elevadors i fabricador d'ascensors.
Va néixer prop de Halifax, en l'estat de Vermont. El 1852 va inventar un dispositiu de seguretat que possibilitava ascensors molt més segurs, en evitar la caiguda en cas de trencament del cable de subjecció.
Otis va començar a vendre els seus primers ascensors "segurs" el 1853. El seu invent va ser objecte de gran difusió el 1854, en l'exposició del Nova York Crystal Palace, quan Elisha Otis va impressionar a una multitud en ordenar que tallessin l'única corda que subjectava la plataforma sobre la qual es trobava. La plataforma va caure solament uns pocs centímetres, parant-se de seguida. El nou mètode de seguretat impedia que els ascensors s'estavellessin contra el sòl en cas d'accident i va suposar una veritable revolució per a la indústria.
El primer ascensor de persones va ser instal·lat a Nova York el 1857. Després de la mort d'Elisha el 1861, els seus fills, Charles i Norton, van continuar la seva activitat en l'empresa Otis Brothers & Co.
L'invent d'Otis augmentà la confiança pública en els ascensors que va ser fonamental per al creixement de la construcció de gratacels. La companyia de construcció d'ascensors que va fundar es va convertir en una de les empreses d'ascensors més grans del món, des de 1976 està integrada en el conglomerat empresarial que forma United Technologies Corporation.